# Andy Dalton
Andrew Gregory Dalton (født 29. oktober 1987 i Katy, Texas) er en amerikansk NFL-spiller, der spiller quarterback for Cincinnati Bengals. Han blev draftet til NFL i anden runde i 2011.
Dalton spillede college football for Texas Christian University, hvor han ledte sit hold TCU Horned Frogs football frem til mesterskabet i Rose Bowl 2011 med en sejr på 21-19 over Wisconsin Badgers.

## Klubber
- 2011-: Cincinnati Bengals